# Pachyteria javana
Pachyteria javana är en skalbaggsart som beskrevs av Bates 1879. Pachyteria javana ingår i släktet Pachyteria och familjen långhorningar. Inga underarter finns listade i Catalogue of Life.